# Хлорна вода
Хло́рна вода́ — розчин хлору у воді.

## Фізичні властивості
За температури 20 °C і тиску 1 атм максимальна концентрація хлору у воді досягається на позначці 0,091 М (близько 7 г/л), що приблизно відповідає розчиненню 2,3 об'ємів хлору в одному об'ємі води. Хлор може утворювати продукти приєднання складу Cl2·5,75H2O (експериментально виявлено 5,9±0,3).
При пропусканні хлору крізь сильно охолоджену воду він випадає у формі зеленувато-жовтих кристалів, які є стійкими до температури не вище 9,6 °C.

## Хімічні властивості
При розчиненні хлору відбувається оборотна реакція диспропорціювання із утворенням гіпохлоритної та хлоридної кислот:
{\displaystyle \mathrm {Cl_{2}+H_{2}O\rightleftarrows HClO+HCl} }
Константа рівноваги при 25 °C становить 3,94·10-4. За цих умов гідролізується близько 6 % вихідної кількості хлору.
Утворювана в ході реакції гідролізу гіпохлоритна кислота визначає основні властивості хлорної води. Вона активно реагує з аміаком, утворюючи (моно)хлорамін, а при подальшій дії — дихлорамін:
{\displaystyle \mathrm {HClO+NH_{3}\longrightarrow NH_{2}Cl+H_{2}O} }
{\displaystyle \mathrm {HClO+NH_{2}Cl\longrightarrow NHCl_{2}+H_{2}O} }
Ці реакції, де утворюється нестійкий дихлорамін, проводяться при обробці води. Найшвидше вони протікають за pH 7,5. З іншими нітрогенвмісними сполуками, такими як сечовина, креатинін, амінокислоти, взаємодія протікає повільніше.
При тривалому стоянні на світлі відбувається реакція розкладання гіпохлоритної кислоти із помітним виділенням кисню:
{\displaystyle \mathrm {2HClO\longrightarrow 2HCl+O_{2}} }

## Застосування
Хлорна вода є сильним окисником та відбілювачем, проявляє дезінфекційні властивості. За її допомогою може здійснюватися, наприклад, знезаражування (хлорування) води у басейнах.